# Марк Селігер
Марк Селігер (нім. Marc Seliger; нар. 1 травня 1974, Ізерлон, ФРН) — німецький хокеїст, воротар.

## Ігрова кар'єра
Хокейну кар'єру розпочав у 1992 році виступами за команду «Розенгайм».
1993 року був обраний на драфті НХЛ під 251-м загальним номером командою «Вашингтон Кепіталс». 
Протягом професійної клубної ігрової кар'єри, що тривала 14 років захищав кольори команд «Розенгайм», «Франкфурт Ліонс», «Крефельд Пінгвін», «Обергаузен», «Нюрнберг Айс-Тайгерс», «Адлер Мангейм» та «Вольфсбург».
У складі збірної Німеччини брав участь в чемпіонатах світу 1995, 1997 та 1998 років. 